# Ирационална доказна средства
Ирационална доказна средства су таква доказна средства која су карактеристична за старије правне системе.
Назив ирационална доказна средства је новијег датума, од кад је еволуционизам узео примат над креационизмом. Ирационалност оваквих средстава се може побијати али овде се наводе само чињенице а не теоријска разматрања.

## Опште
Ирационална доказна средства датирају још од најраније фазе људског развоја кад човек није живео у државном уређењу већ у родовско - племенском. Прве забране и правила понашања у ствари су биле религијске норме. У том периоду човек је све појаве објашњавао религијским представама што је имало за последицу то да су се закони доносили уз божју помоћ, много се пазило да се воља богова не повреди, приносиле су им се жртве како би их удобровољили итд. Богови су се сматрали свемогућим па се отуда и њима давала улога у судском поступку.
Као најкарактеристичнија доказна средства треба поменути заклетву, суд хладне воде, судски двобој, железо и котао.
Заклетва је по својој важности имала високо место у тадашњем доказном систему. Ирационалност заклетве се огледа у томе што она по својој природи никад не даје један нови материјални елемент за оцену онога који се куне. Човек би се сматрао невиним чим би положио заклетву, углавном пред свештеником. Заклетва је чисто религијска појава и одговарала је тадашњем човеку који је много више био везан за религију него данашњи. Он је имао страхопоштовање према божанствима и његова је свест била таква да није смео да се криво куне, јер се плашио богова. Ако би оптужени био кривац, он не би имао храбрости да се закуне и углавном би признавао кривично дело које је учинио. Стога, иако ова мера са данашње тачке гледишта изгледа скроз неприхватљиво, она је тада имала смисла, била је делотворна. Када је религиозност човека опала, полако се и губила заклетва као и остала ирационална доказна средства.
Заклетва се примењивала у старом веку, средњем веку, нарочито код Словена и Германа, а код нас Срба она се институционално задржала и до 19. века.
Суд хладне воде представља облик божјег суда а састојао се у томе што се дало води да одлучи да ли је неко крив или не. Вероватно потиче од тога што су се у првобитним религијама реке сматрале као свете, јер је од њих у највишој мери зависио живот људи, као нпр. Тигар, Еуфрат, Нил, Дунав итд. Ово доказно средство се такође примењивало у старом веку, код Германа и Словена о чему говори и Руска правда.
Судски двобој, такође представља облик божјег суда, а његов основ представља веровање да ће праведнија страна дуже издржати или победити у двобоју. Као и сва друга ирационална доказна средства, судски двобој је уско повезан са религијским уверењима. У таквим друштвеним и религијским околностима, праведан човек би при веровању да Бог штити праведне, добијао једно велико надахнуће и велику унутрашњу снагу која би му давала снаге да докаже да је невин. Судски двобој се највише примењивао у старом веку, али се дуго задржао код Словена и Германа. И Римокатоличка црква и Православна црква су се бориле против судског двобоја, међутим нису у томе успеле, јер је био распрострањен на Западу, док је код нас био мање употребљиван.
Железо се као доказно средство највише примењивало код Словена и Германа. И данас се облици железа примењују у неким афричким племенима која су на ступњу првобитне заједнице. Састојао се у томе што би оптужено лице рукама хватало усијано гвожђе, па би се потом гледало за колико ће времена рана да му зарасте и колико се опекао.
Котао или суд вреле воде се састојао у томе што би оптужено лице уронило руке у котао вреле воде, па би се потом гледало да ли се опекао и за колико ће рана да му зарасте.
До сада се божји суд увек процењивао као ирационално доказно средство које се базирало само на празноверици и на средњовековном мраку. Овакво тврђење је према професору Теодору Тарановском било у складу са рационализмом 18. века и није водило рачуна о подацима позитивне науке. Наиме, модерна позитивна експериментална наука констатује да се у стању екстазе развија и напреже једна врста нарочите психичке силе која делује на сва ткива, тако да у њима изазива знатне промене а на крају и једну врсту анестезије, што омогућава да ткива издрже надражај који у нормалном стању човек не подноси. Веровање да сам Бог интервенише у огледу изазивало је екстазу и анестезију услед чега се невин човек не опече ни врелом водом ни усијаним гвожђем. Такође постојала је читава казуистичка теорија о томе који је степен опекотине био за осуду, а који није. Тек када је вера попустила и престала да изазива екстазу, пропао је божји суд као доказно средство.
Такође и општа неписменост је доста утицала да оваква доказна средства буду нужност код нас. Са описмењавањем становништва, писмене исправе добијају предност, па су се у једном прелазном периоду ирационална доказна средства користила тек кад се другим није могло решити неко питање, да би на крају потпуно ишчезла. 
На промену првобитног ирационалног доказног система доста је утицала појава хришћанства и њено ширење на паганске народе. Изворно хришћанство је имало крајње негативан став према ирационалним доказним средствима јер су она потицала од паганских религија. Црква је настојала да их сузбије а као један од таквих покушаја представља одлука на четвртом Латеранском сабору 1215. године, када је Папа Иноћентије Трећи забранио употребу божјег суда. Међутим иако је хришћанска црква имала велики утицај, ирационална доказна средства су се толико усталила у народним обичајима да се никако нису могла искоренити6. Црква је била принуђена прво да их толерише, а затим их је и усвојила, тако да се заклетва често полагала пред свештеником и у манастирима, а божји судови су се вршили у црквама.
Између католичке и Српске православне цркве постојала је мала разлика. Наиме, Папа је имао много већу власт и утицај од српских првосвештеника па је и успешније сузбијао божји суд. Српска црква, пошто је увек била потчињена световној власти, имала је много мањи утицај па се и примена божјих судова много дуже задржала. Околност да смо 500 година били под турском влашћу и да смо избегли рецепцију римског права доста је утицала да се божји судови задрже на нашим просторима. Они су се тек изгубили код нас стварање српске државе по ослобођењу од Турака, значи много касније него код других европских народа.